# Дельта Близнецов
Васат, Дельта Близнецов (лат. δ Geminorum), 55 Близнецов (лат. 55 Geminorum), HD 56986 — звезда четвёртой величины (+3,5m), седьмая по яркости в созвездии Близнецов. Байер присвоил ей название Дельта, поместив её после Поллукса (Беты Близнецов), Кастора (Альфы Близнецов), Альхены (Гаммы Близнецов). Звезда имеет традиционное название «Васат», происходящее из арабского и означает «средняя», но не очень понятно, средним чего она является: то ли средней Близнецов, то ли неба, то ли соседних звёзд Ориона (который арабы называют «центральный»).
Васат служит такой же звездой-маркером, как Полярная звезда или Минтака (которые указывают на полюс и небесный экватор). Васат лежит почти на эклиптике (отступая от неё только на две десятых градуса к югу) — большом круге небесной сферы, по которому происходит видимое годичное движение Солнца. Линия, проведённая от Васата через Регул (такую же звезду-маркер), показывает годовой солнечный путь. На полпути между ними лежит «Улей» рассеянное звёздное скопление в Раке. Однако гораздо лучше Васат известен как звезда, рядом с которой Клайд Томбо обнаружил Плутон в 1930 году. Имея орбитальный период в 248 лет, в последние 70 лет Плутон перешёл в Змееносец и находится (на рубеже XX и XXI веков) в 16 градусах к северу от Антареса в Скорпионе. Поскольку Антарес находится в 5 градусах к северу от эклиптики, то Плутон находится существенно выше (более 10 градусов) плоскости Солнечной системы, что свидетельствует о необычно большом наклоне орбиты карликовой планеты, Васат, таким образом, маркирует то место, где Плутон пересекает эклиптику в своём пути на север (восходящий узел орбиты небесного тела). Плутон будет проходить это место снова в 2178 году.
Сама звезда является субгигантом спектрального класса F с температурой поверхности 6700 K, что всего на 1000 градусов горячее, чем температура Солнца. Расстояние в 59 световых лет указывает, что светимость Васата только 10 раз превосходит солнечную. Субгиганты являются звёздами, которые находятся на первых этапах расширения, после того закончилось горение водорода в центре звезды. Вскоре звезда попадёт в пробел Герцшпрунга и будет похожа на Каф (Бету Кассиопеи).
Вокруг звезды вращается более холодный (на 1200 K холоднее, чем Солнце) спутник спектрального класса K, разрешаемый в достаточно сильный телескоп. Находясь на расстоянии в 100 раз большем, чем Земля удалена от Солнца, спутник Васата затрачивает 1200 лет на один оборот вокруг главной звезды. Васат сам по себе может быть спектрально-двойной звездой, имея очень близкого спутника, однако полной уверенности в этом пока нет.